# Lisów (Basses-Carpates)
Pour les articles homonymes, voir Lisów.
Lisów est une localité polonaise de la gmina de Skołyszyn, située dans le powiat de Jasło en voïvodie des Basses-Carpates.